# Eksplozija bombe v cerkvi v Kasindiju
15. januarja 2023 je med potekanjem bogoslužja v binkoštni cerkvi v Kasindiju, ki se nahaja v Demokratični republiki Kongo v bližini ugandske meje, eksplodirala bomba. V napadu je bilo ubitih najmanj 17 ljudi, 39 pa je bilo ranjenih. Odgovornost za napad je prevzela Islamska država. Oblasti so krivdo pripisale Zavezniškim demokratičnim silam (ADF), ugandski islamistični skupini, katere upor se je začel leta 1996 in se je kasneje razširil v DR Kongo; skupina je kasneje obljubila zvestobo Islamski državi. Na kraju dogodka je bil aretiran Kenijec.